# Aja Romano
Aja Romano, född 1987, är en amerikansk kulturjournalist. 

## Biografi
Romano har en utbildning inom "Voice and Opera" vid Indiana University i Bloomington. Hon var journalist vid The Daily Dot mellan 2012 och 2016, och är sedan 2016 kulturjournalist på nättidningen Vox.
Hon skriver om film och teater samt om internetkultur, och är medlem av ATCA - American Theatre Critics Association(en).
Hon medverkade 2018 i The Routledge companion to media fandom, och har flera gånger refererats i svensk film- och kulturdebatt.